# Nan'an
Nan'an (chino: 南安市, pinyin: Nán'ān?, Peh-oe-ji:Lâm-oaⁿ) es un municipio bajo la administración directa de ciudad-prefectura de Quanzhou en la provincia Fujian de la  República Popular China. Su área es de 2036 km² (73% montaña) y su población total es de casi 1,5 millones. Desde el 31 de octubre de 2007 es ciudad hermana de Hirado,Japón.

## Administración
La ciudad-condado de Nan'an se divide en 3 Subdistritos,21 poblados y 2 villas.
Subdistritos:
- Ximei (Sede de gobierno)
- liǔchéng
- Měilín

Poblados
- Guān qiáo
- Shěng xīn
- Lún cāng
- Dōng tián
- Yīng dōu
- Xiáng yún
- Jīn táo
- Shī shān
- Péng huá
- Mǎtóu
- Jiǔ dōu
- Lè fēng
- Luō dōng
- Méishān
- Hóng lài
- Hóngméi
- Kāngměi
- Fēng zhōu
- Xiáměi
- Shuǐtóu
- Shíjǐng

Villas
- Méishān
- Xiàngyáng

## Clima
Nan'an tiene un clima monzónico subtropical, con una temperatura media anual de 21 °C, su pico más alto lo alcanza en julio con una media 28.6 °C,y el más bajo en enero con 12 °C, precipitación anual es de 1600 mm, con un periodo libre de heladas de 330 días.
| Parámetros climáticos promedio de Nan'an | Parámetros climáticos promedio de Nan'an | Parámetros climáticos promedio de Nan'an | Parámetros climáticos promedio de Nan'an | Parámetros climáticos promedio de Nan'an | Parámetros climáticos promedio de Nan'an | Parámetros climáticos promedio de Nan'an | Parámetros climáticos promedio de Nan'an | Parámetros climáticos promedio de Nan'an | Parámetros climáticos promedio de Nan'an | Parámetros climáticos promedio de Nan'an | Parámetros climáticos promedio de Nan'an | Parámetros climáticos promedio de Nan'an | Parámetros climáticos promedio de Nan'an |
| Mes                                      | Ene.                                     | Feb.                                     | Mar.                                     | Abr.                                     | May.                                     | Jun.                                     | Jul.                                     | Ago.                                     | Sep.                                     | Oct.                                     | Nov.                                     | Dic.                                     | Anual                                    |
| ---------------------------------------- | ---------------------------------------- | ---------------------------------------- | ---------------------------------------- | ---------------------------------------- | ---------------------------------------- | ---------------------------------------- | ---------------------------------------- | ---------------------------------------- | ---------------------------------------- | ---------------------------------------- | ---------------------------------------- | ---------------------------------------- | ---------------------------------------- |
| Temp. máx. media (°C)                    | 17.3                                     | 17.6                                     | 20.4                                     | 24.6                                     | 28.0                                     | 30.2                                     | 33.6                                     | 33.0                                     | 31.6                                     | 27.8                                     | 23.9                                     | 19.9                                     | 28.7                                     |
| Temp. media (°C)                         | 12.3                                     | 12.7                                     | 15.3                                     | 19.6                                     | 23.4                                     | 26.3                                     | 28.8                                     | 28.4                                     | 26.7                                     | 23.0                                     | 19.0                                     | 14.4                                     | 20.8                                     |
| Temp. mín. media (°C)                    | 8.7                                      | 9.3                                      | 12.0                                     | 16.4                                     | 20.3                                     | 23.2                                     | 25.1                                     | 24.8                                     | 23.5                                     | 19.3                                     | 15.3                                     | 11.1                                     | 17.4                                     |
| Lluvias (mm)                             | 43.1                                     | 69.4                                     | 122.5                                    | 141.0                                    | 205.6                                    | 274.3                                    | 174.6                                    | 214.5                                    | 157.5                                    | 46.4                                     | 43.5                                     | 26.9                                     | 1519.3                                   |
| Horas de sol                             | 138.7                                    | 101.9                                    | 114.2                                    | 122.9                                    | 129.9                                    | 152.2                                    | 254.1                                    | 230.7                                    | 196.0                                    | 185.1                                    | 156.3                                    | 165.4                                    | 1947.4                                   |
| Fuente: 2008-2-8                         |                                          |                                          |                                          |                                          |                                          |                                          |                                          |                                          |                                          |                                          |                                          |                                          |                                          |